# أنقليس ثعباني منقط الخط
أنقليس ثعباني منقط الخط (الاسم العلمي: Ophichthus omorgmus) هو نوع من الأنقليس، يتبع فصيلة الأنقليس الثعباني.